# Cistícola emmascarada
La cistícola enmascarada (Cisticola nigriloris) és una espècie d'ocell passeriforme de la família Cisticolidae endèmica del sud de la regió dels Grans Llacs d'Àfrica.

## Descripció
És una cistícola de mida grossa, d'uns 16 cm de llargària, inclosa la cua esgraonada, amb el plomatge de les parts superiors de tons bruns i les inferiors blanquinoses. Presenta la brida de color negre i és el que dona nom a l'espècie.
A diferència d'altres espècies del mateix gènere, té el llom de color uniforme i només presenta vetejat negre en les ales.

## Hàbitat i distribució
Es troba únicament a prop del llac Tanganika i al nord del llac Malawi i la serralada propera, distribuït per tot el nord de Malawi, el sud-oest de Tanzània i el nord-est de Zàmbia.
L'hàbitat natural són les praderies, sabanes i matollars tropicals i subtropicals i les zones de matolls de muntanya.